# Луганский областной дворец культуры

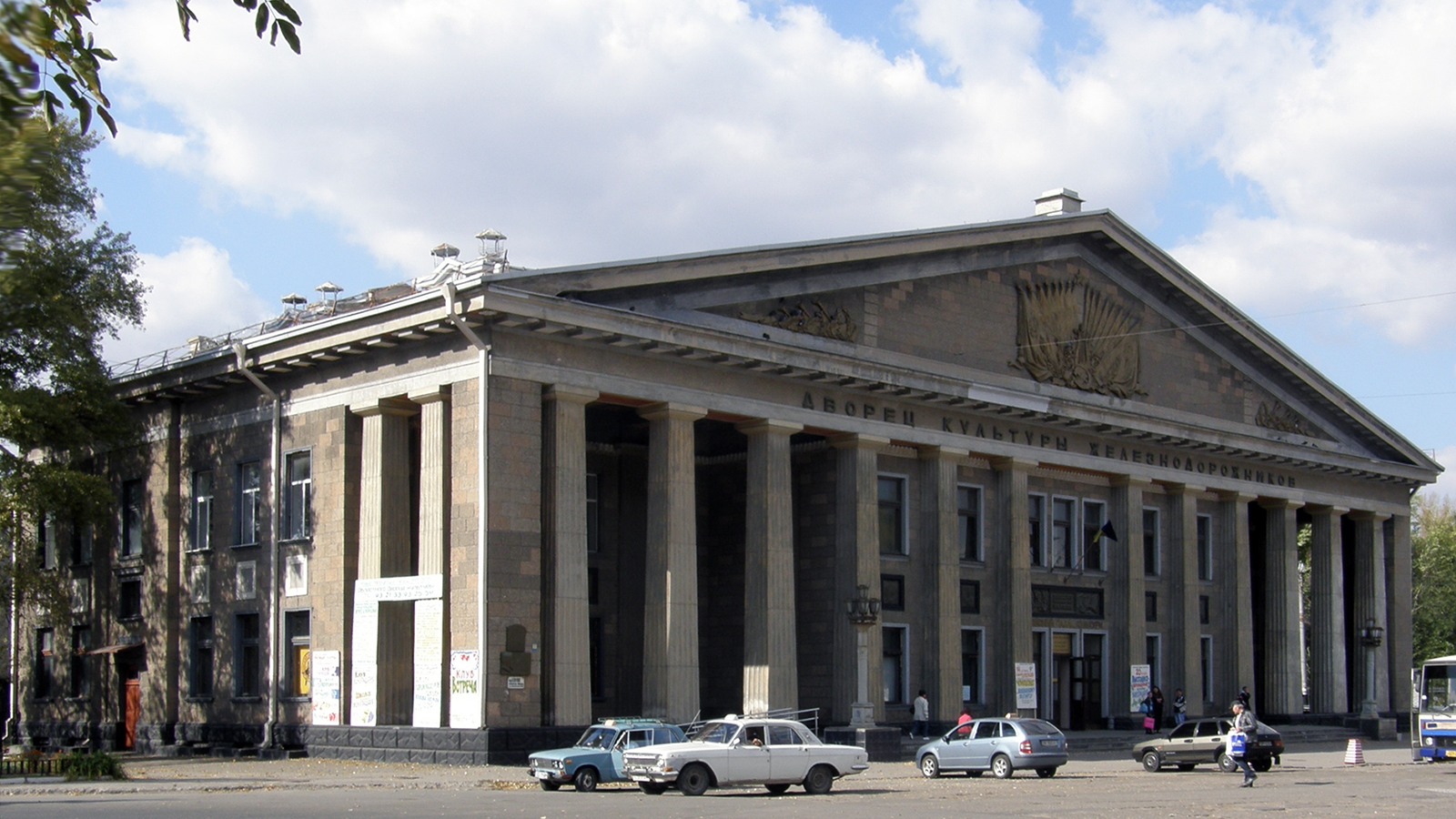
Луганский областной дворец культуры

Луганский областной дворец культуры (укр. Луганський обласний палац культури) - бывший Дворец культуры железнодорожников, передан с 1 октября 2002 года в совместную собственность жителям города Луганска и Луганской области, на его базе создано коммунальное учреждение «Луганский областной дворец культуры».

## История учреждения
В 1912 году в Луганске на улице Пушкина построено здание Горно-коммерческого клуба, в котором разместились библиотека, бильярдная, комнаты отдыха, буфет. Горно-металлургический клуб стал культурным центром города. На его сцене выступали артисты Императорских театров и местные знаменитости, проводились благотворительные спектакли. Вырученные средства передавались нуждающимся учащимся городских гимназий и малообеспеченным. В годы Великой Отечественной войны здание клуба пострадал от бомбардировок. После послевоенного восстановления здесь сначала находился украинский музыкально-драматический театр, а затем областной Дворец культуры железнодорожников. В октябре 2002 года Дворец культуры железнодорожников был передан в совместную собственность жителям города и области, получив название «Луганский областной дворец культуры».

## Общая характеристика
Целью создания и деятельности Луганского областного дворца культуры стало обеспечение культурного досуга жителей города и области, а также создание условий для развития народного творчества. Театрально-концертный зал Дворца культуры рассчитан на 450 мест, малый зал на 132 места. Кроме того, во Дворце имеются 4 хореографических зала и фойе для танцевальных вечеров. Дворец насчитывает 25 клубов, из них любительских объединений - 5. Коллективов со званием «народный» - 6, «образцовый» - 4. Клубные формирования возглавляют, в основном, заслуженные работники культуры Украины:
- Руководитель народного цирка « Родник» - Шульженко Виктор Алексеевич, заслуженный работник культуры Украины;
- Режиссёр-постановщик народного цирка - Маслова Татьяна, заслуженный работник культуры Украины;
- Руководитель народного клуба голубеводов - Фетисов Сергей Николаевич;
- Руководитель образцового ансамбля бального танца «Фиеста» - Макренцова Галина Александровна;
- Руководитель народного вокального ансамбля «Родные напевы» - Малюгина Нелли Викторовна
- Руководитель образцового ансамбля бального танца «Дамир» - Мирошниченко Дмитрий Анатольевич.